# 홍승구
홍승구(洪承耉, 1889년 음력 8월 25일 ~ 1961년 양력 11월 12일)는 대한제국 관료 출신으로 일제강점기에 언론인으로 활동했다. 호는 목춘(木春).

## 생애
충청북도 옥천군 출신이다. 옥천의 사립 진명학교를 1906년에 졸업하고 1907년 내부 주사가 되면서 대한제국의 관리로 근무했다. 이후 일본에 유학하여 와세다 대학 정경학부를 수료했다.
한일 병합 조약 체결 후인 1911년부터 5년 동안 충청북도 서기로 근무하는 등 조선총독부 소속 관리가 되었다. 1914년부터는 충청북도 지방토지조사위원회에서 통역생을 겸하기도 했다.
1920년에 총독부 기관지인 매일신보에 경제과장으로 입사하면서 언론계에 입문했다. 매일신보 도쿄 특파원을 거쳐 1923년부터는 논설부장으로 근무했다. 매일신보 재직 중인 1925년부터 자매지 격인 《신민(臣民)》에 활발한 기고 활동을 벌이며 총독정치를 찬양하고 일제의 정책을 홍보했다.
이토 히로부미를 문명정치가로 치켜세우며 그의 섬세한 정책으로 언론이 흥했다고 분석하거나, 초대 총독 데라우치 마사타케의 무단정치가 일부 결함이 있으나 본질적으로 조선 사람을 본위로 했다거나, 온후한 성품이라는 제3대 총독 사이토 마코토가 문화정치를 펼친 것을 칭송하는 등 논지는 다양하다. 3·1 운동 지도자들을 '소위 33인'이라 지칭하며 운동에 아무런 소득이 없을 줄은 몰랐을 것이라 비하하기도 했다. 또한 국민협회의 참정권 청원 운동과 매일신보의 공적을 높이 평가했다.
매일신보에서는 1926년 퇴사했으나 이후로도 매일신보, 《반도지광》, 《신시대》 등을 통해 제7대 총독 우가키 가즈시게 찬양이나 만주국 건설 지지, 태평양 전쟁 지원 발언을 계속했다. 홍승구에 따르면 우가키는 보기 드물게 무인과 정치인의 미덕을 겸비한 인물로서 그의 통치로 한반도에는 신기원의 시대가 열렸고, 우가키의 후임인 미나미 지로 역시 훌륭한 장군이며 한반도를 다스릴 적임자이다. 1938년에는 일본어가 한국어를 대체하는 현상에 대해 언급하며 한국어는 점차 사라져도 좋다고 발언했다.
이같은 발언은 일본 정신과 대화혼을 극찬하는 데까지 이어졌고, 이토 히로부미를 추모하기 위해 세운 절인 박문사를 가리켜 "남산의 동륵아래 외연하게 용립된 박문사의 아침 저녁 울리는 쇠북소리가 무엇보다도 조선반도에 남겨둔 위인 이등공의 업적을 이야기 하는 것"이라고 주장하기도 했다. 태평양 전쟁 때는 미국과 영국이 세계의 공적이라며 이들을 처단하는 것은 "하늘을 대신하여 불의를 치는 우리의 사명"이라고 선동했다.

## 사후
2007년 대한민국 친일반민족행위진상규명위원회가 발표한 친일반민족행위 195인 명단 중 언론 부문에 선정되었다. 2008년 발표된 민족문제연구소의 친일인명사전 수록예정자 명단에도 들어 있다.

## 같이 보기
- 매일신보

## 참고자료
- 친일반민족행위진상규명위원회 (2007년 12월). 〈홍승구〉 (PDF). 《2007년도 조사보고서 II - 친일반민족행위결정이유서》. 서울. 1870~1889쪽쪽. 발간등록번호 11-1560010-0000002-10. [깨진 링크(과거 내용 찾기)]